# Дмитровский сельский совет (Харьковская область)
Дмитровский сельский совет — входит в состав Богодуховского района Харьковской области Украины.
Административный центр сельского совета находится в селе Дмитровка
.

## История
- 1919 — дата образования.

## Населённые пункты совета
- село Дмитровка
- село Бабаки
- село Горбановка
- село Матвеевка
- село Новософиевка
- село Новоукраинка
- село Щербаки